# کپافونت
کپافونت (به اسپانیایی: Capafons) یک منطقهٔ مسکونی در اسپانیا است که در بایش کمپ واقع شده‌است. کپافونت ۱۳٫۴ کیلومتر مربع مساحت دارد.